# Radomil Uhlíř
Radomil Uhlíř (10. dubna 1957, Pardubice – 15. dubna 2019, Praha) byl český herec, režisér, scenárista, malíř, dramatik, performer, hudebník, básník a moderátor, člen divadelní skupiny Divadlo Sklep.

## Biografie
Mezi lety 1982 a 1986 studoval na pražské lidové konzervatoři. V osmdesátých letech působil v Divadle Vizita. V roce 1987 se stal frontmenem skupiny Dvouletá fáma, obnovené kytaristou Martinem Vikem a bubeníkem Zdeňkem Konopáskem a od roku 1991 působící pod názvem Kvartet Dr. Konopného. V 90. letech také hostoval v mužské kapele Ženy.
Účinkoval v pořadu Na stojáka. Působil také v Radiu 1 nebo v Českém rozhlase, později působil v Rádiu Limonádový Joe. Po odchodu z Rádia Limonádový Joe působil v One man show a věnoval se hudební improvizaci.
Radomil Uhlíř, herec výjimečného projevu a komiky i výjimečného zjevu, zemřel krátce po svých 62. narozeninách v noci na pondělí 15. dubna 2019.

## Tvorba

### Filmová tvorba

#### Okruh divadla Sklep
- 1988 – Pražská 5[8]
- 1991 – Kouř[8]
- 1994 – Díky za každé nové ráno[9]
- 1996 – Kamenný most[8]
- 2000 – Cesta z města[8]
- 2005 – Skřítek[8]
- 2007 – Gympl[8]
- 2009 – Ulovit miliardáře[9]
- 2012 – Cesta do lesa[8]
- 2014 – Vejška[8]

#### Ostatní filmy
- 2003 – Pupendo[8]
- 2003 – Čert ví proč[8]
- 2005 – Hostel[8]
- 2007 – …a bude hůř
- 2007 – Hodina klavíru[8]
- 2010 – Škola princů[8]

### Malba
Radomil Uhlíř se věnoval abstraktní malbě v surrealisticko-dadaistickém stylu.

### Literární tvorba
- 2021 – Skrývám se, ale nikdo mě nehledá, Volvox Globator – posmrtně vydaný výbor dosud nezveřejněných povídek, básní, dopisů, scénářů a dalších literárních útvarů